# Мафетенг (област)
Област Мафетенг е разположена в западната част на Лесото. Площта ѝ е 2119 км², а населението, според преброяването през 2016 г., е 178 222 души. Административен център е град Мафетенг, който е и единственият град в областта. На запад Мафетенг граничи с провинция Фрайстат на РЮА. Областта е разделен на 9 избирателни района.